# 도야마만

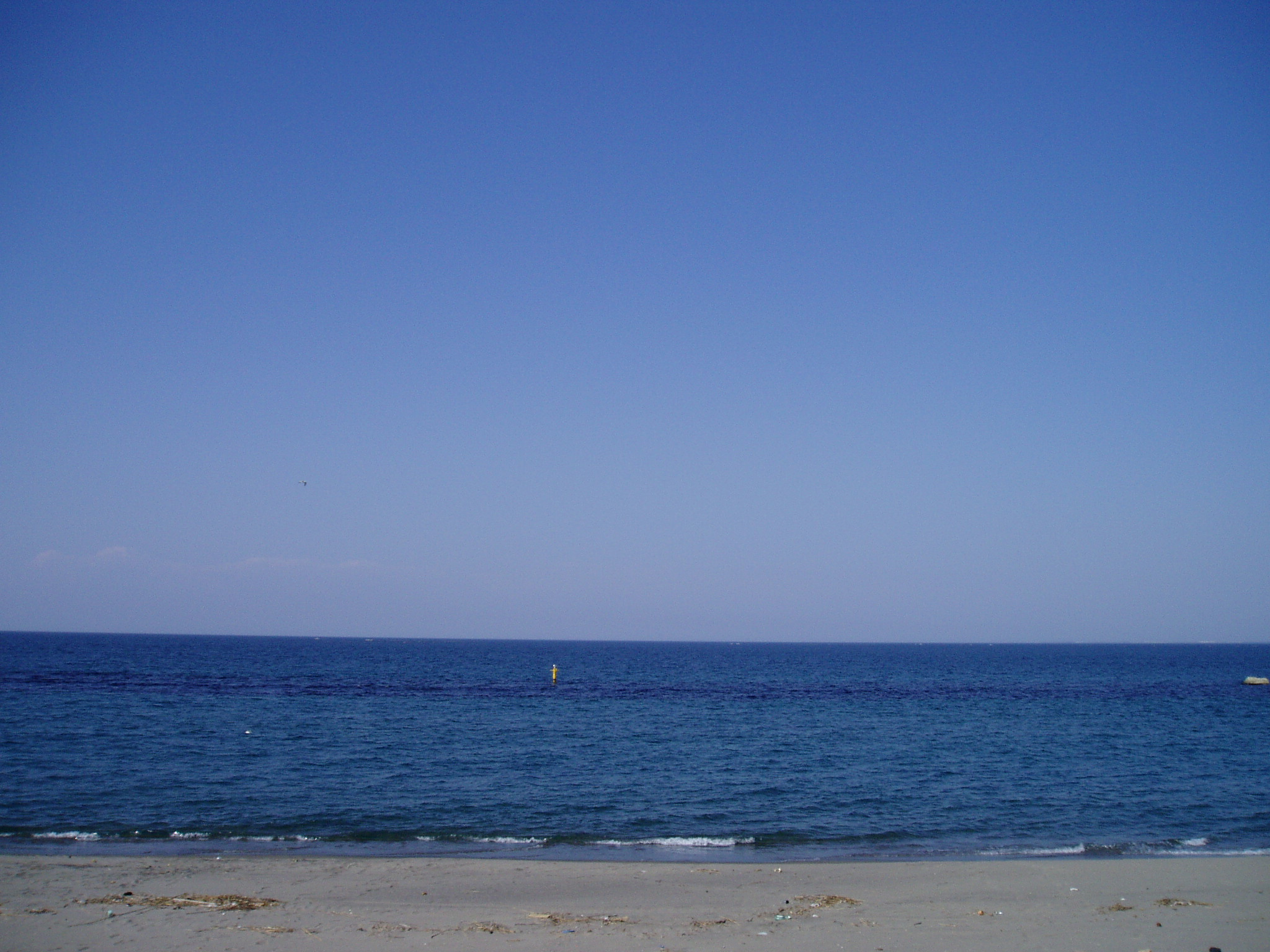
도야마만

도야마만(일본어: 富山湾 とやまわん[*])은 일본 호쿠리쿠 지방에 있는 만이다. 동해에 접한다. 이시카와현에 속한 노토반도와 도야마현에 둘러쌓인다. 도야마시(富山市)등이 도야마 만과 접한다.